# Drechslera tripogonis
Drechslera tripogonis är en svampart som beskrevs av A.S. Patil & V.G. Rao 1972. Drechslera tripogonis ingår i släktet Drechslera och familjen Pleosporaceae.   Inga underarter finns listade i Catalogue of Life.